# شیلان‌آباد (سقز)
شیلان‌آباد روستایی از توابع بخش مرکزی در شهرستان سقز است که در استان کردستان ایران قرار دارد.

## جمعیت
این روستا در دهستان ترجان واقع شده و براساس سرشماری سال ۱۳۸۵، جمعیت آن ۱۰۷ نفر (۲۰ خانوار) بوده‌است.